# Локомотив 1929
Ця стаття стосується клубу, заснованого у 2011 році. Про оригінальний клуб, заснований у 1929 році, див. Локомотив (Мездра).
ФК «Локомотив 1929» (Мездра) — болгарський аматорський футбольний клуб з міста Мездра, що існував у 2011—2016 роках.

## Історія
Клуб був заснований у 2011 році і перший сезон провів у «А» ОФГ Враца, четвертому дивізіоні країни. Перед сезоном 2012/13 історичний «Локомотив» (Мездра) припинив своє існування і «Локомотив 1929» зайняв його місце у Північно-західній аматорській групі В, третьому дивізіоні країни.
30 березня 2013 року «Локомотив 1929» (Мездра) був тимчасово відсторонений від участі в чемпіонаті через санкції ФІФА та неоднозначність щодо зв'язку між цим клубом та «Локомотивом» (Мездра). Санкція пов'язана з невиплаченою заборгованістю перед гравцями цього клубу. «Локомотив 1929» (Мездра) подав скаргу, стверджуючи, що їх клуб та «старий» Локомотив (Мездра) не пов'язані між собою. До остаточного рішення ФІФА щодо справи матчі «Локомотива 1929» за розкладом були відкладені, в тому числі і півфінал Кубка аматорської футбольної ліги, в якому він брав участь. 18 квітня 2013 року апеляція «Локомотива 1929» була остаточно відхилена ФІФА, а БФС — Велико Тирново змушене було виключити команду з Групи В. Причиною цього стало те, що перед початком сезону «Локомотив 1929» злився з «Локомотивом». У решті матчів до кінця сезону клубу були зараховані технічні поразки 0:3.
В результаті з сезону 2013/14 клуб знову став виступати в ОФГ Враца, посівши відповідно 7, 10 та 2 місця.
У 2015 році команда вдруге в своїй історії кваліфікувалась до основного етапу Кубка Болгарії, але програла у першому ж раунді (1/16 фіналу) чемпіону країни «Лудогорцю» 0:5.
Перед початком сезону 2016/17 клуб відмовився брати участь у «А» ОФГ Враца і припинив існування. Натомість був відновлений історичний «Локомотив» (Мездра), який став виступати на його місці у «А» ОФГ Враца.

## Статистика по сезонах
| 2011–12 | A ОФГ Враца (IV) | 7  | ?  | ? | ?  | ?   | ?  | ?  | Не кваліфікувався |  |  |
| 2012–13 | Група В (III)    | 5  | 11 | 1 | 10 | 42  | 38 | 34 | 1/8 фіналу        |  |  |
| 2013–14 | A ОФГ Враца (IV) | 7  | 7  | 1 | 12 | 41  | 57 | 22 | Не кваліфікувався |  |  |
| 2014–15 | A ОФГ Враца      | 10 | 2  | 0 | 16 | 22  | 64 | 6  | Не кваліфікувався |  |  |
| 2015–16 | A ОФГ Враца      | 2  | 21 | 1 | 4  | 108 | 30 | 64 | 1/16 фіналу       |  |  |
|         |                  |    |    |   |    |     |    |    |                   |  |  |